# Goya (Madrid)

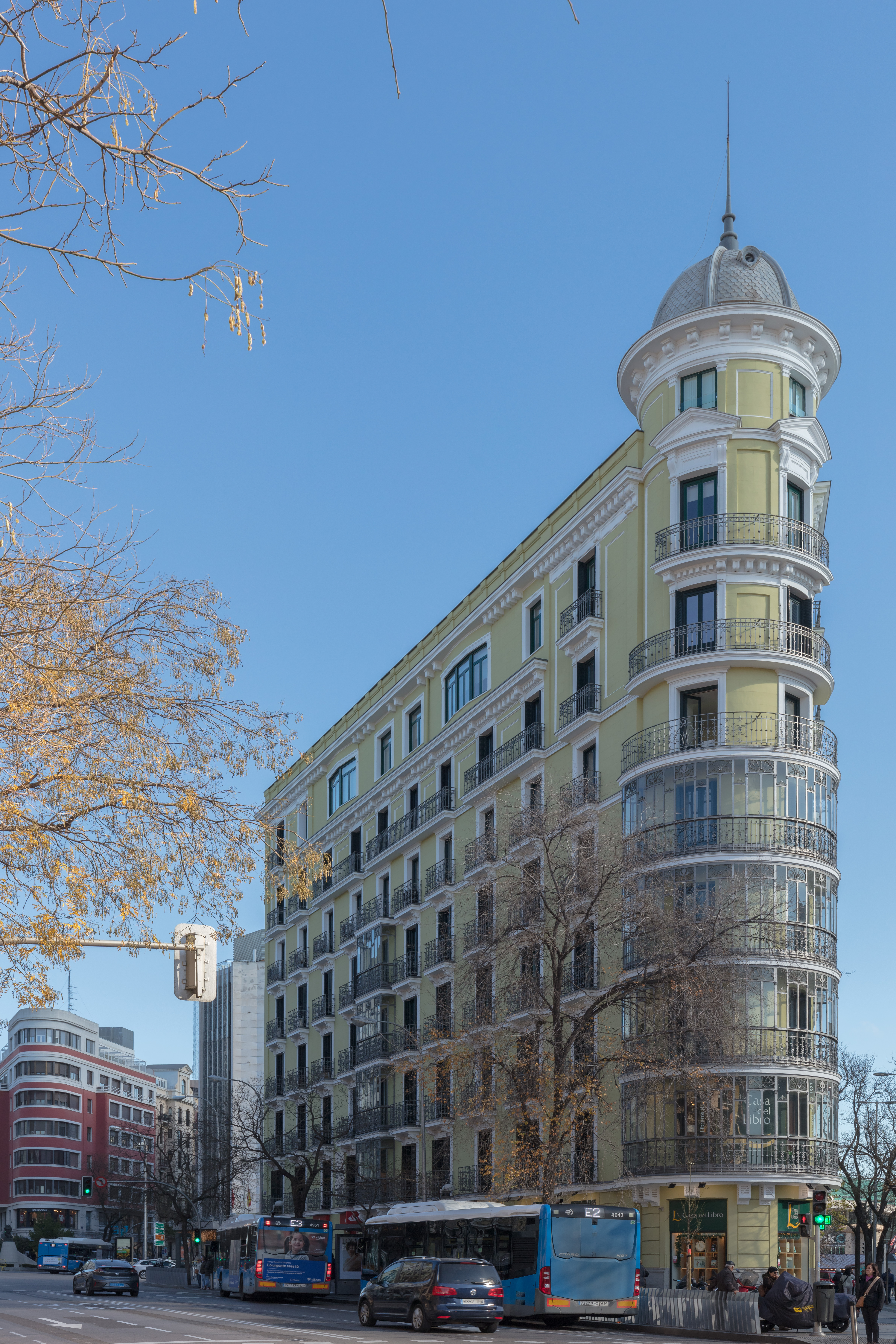
Uno de los edificios más peculiares de Goya es el de las viviendas para Celedonio del Val.

Goya  es un barrio señorial del distrito de Salamanca, en Madrid. En este barrio se encuentran edificios de gran importancia, como el Palacio de los Deportes de la Comunidad de Madrid o La Real Casa de La Moneda.

## Límites
El barrio se encuentra limitado por la calle Don Ramón de la Cruz por el norte, la calle Príncipe de Vergara  por el oeste, la calle Doctor Esquerdo por el este y la calle O'Donnell por el sur.

## Transportes

### Cercanías Madrid
Ninguna estación de Cercanías da servicio al barrio. Algunas estaciones cercanas son Sol (Líneas C-3 y C-4, a la que se puede acceder de forma directa mediante la línea 2 de metro), Recoletos (Líneas C-2, C-7, C-8 y C-10, acceso mediante las líneas 2 y 4 de metro y la línea 53 de la EMT), Nuevos Ministerios (Líneas C-2, C-3, C-4, C-7, C-8 y C-10, acceso directo mediante la línea 6 de metro y la línea Circular de la EMT) y Méndez Álvaro (Líneas C-5 y C-10, acceso mediante la línea 6 de metro y la línea 152 de la EMT)

### Metro de Madrid
El barrio posee las siguientes estaciones:
- Goya (L2 y L4)
- Manuel Becerra (L2 y L6)
- Príncipe de Vergara (L2 y L9)
- O'Donnell (L6)

Asimismo, las estaciones Lista (L4) y Núñez de Balboa (L5 y L9) están cerca de los límites del barrio.

### Autobuses
Las siguientes líneas de autobuses pasan por el distrito de Salamanca:
| Línea             | Terminales                                 |
| ----------------- | ------------------------------------------ |
| 2                 | Manuel Becerra – Reina Victoria            |
| 12                | Cristo Rey – Pº Marqués de Zafra           |
| 15                | Sol/Sevilla – La Elipa                     |
| 20                | Sol/Sevilla – Pavones                      |
| 21                | Pº Pintor Rosales – Bº El Salvador         |
| 26                | Tirso de Molina – Diego de León            |
| 28                | Puerta de Alcalá – Bº Canillejas           |
| 29                | Felipe II – Manoteras                      |
| 30                | Felipe II – Pavones                        |
| 38                | Manuel Becerra – Las Rosas                 |
| 43                | Felipe II – Estrecho                       |
| 48                | Manuel Becerra – Bº Canillejas             |
| 53                | Sol/Sevilla – Arturo Soria                 |
| 56                | Diego de León – Puente de Vallecas         |
| 61                | Moncloa – Narváez                          |
| 63                | Felipe II – Bº Santa Eugenia               |
| 71                | Manuel Becerra – Puerta de Arganda         |
| 106               | Manuel Becerra – Vicálvaro                 |
| 110               | Manuel Becerra – Cementerio de la Almudena |
| 143               | Manuel Becerra – Villa de Vallecas         |
| 146               | Callao – Los Molinos                       |
| 152               | Felipe II – Méndez Álvaro                  |
| 156               | Manuel Becerra – Legazpi                   |
| 210               | Diego de León – La Elipa                   |
| 215               | Felipe II – Parque de Roma                 |
| C1                | Circular 1                                 |
| C2                | Circular 2                                 |
| N2                | Cibeles – Valdebebas                       |
| N3                | Cibeles – Feria de Madrid                  |
| N5                | Cibeles – Colonia Fin de Semana            |
| N6                | Cibeles – El Cañaveral                     |
| N7                | Cibeles – Valderrivas                      |
| N8                | Cibeles – Pavones                          |
| Exprés Aeropuerto | Cibeles – Aeropuerto/Airport               |
| NC1               | Circular 1                                 |
| NC2               | Circular 2                                 |
| E2                | Felipe II – Las Rosas                      |
| E3                | Felipe II – Valderrivas                    |
| E4                | Felipe II – Valdebernardo                  |
| E5                | Manuel Becerra - El Cañaveral              |
| Exprés Aeropuerto | Atocha/City Center – Aeropuerto/Airport    |